# Creu de terme a l'entrada a Poblet
La Creu de terme a l'entrada a Poblet és una creu de terme de Vimbodí i Poblet (Conca de Barberà) situada a peu de la cruïlla de la carretera de Prades (T-700), en la cruïlla amb la carretera TV-7007, a l'entrada del Monestir de Poblet.